# Xacriabás
Os xakriabá, também chamados xacriabás, são um povo jê (um grupo linguístico de povos indígenas do Brasil) que tem as suas terras na margem esquerda do rio São Francisco (na Área Indígena Xacriabá) e no município de São João das Missões (na Terra Indígena Xacriabá Rancharia), no estado de Minas Gerais, no Brasil. No passado, também eram chamados acroás e habitavam a Bahia, onde também foram chamados de coroás, o Piauí, onde foram chamados de gamelas, e o estado de Goiás. Falam um dialeto da língua akwe, do tronco linguístico macro-jê. A língua akwe também é o idioma dos xavantes, grupo indígena de Mato Grosso, e dos xerentes, do estado do Tocantins (os três grupos, no passado, formavam um só povo).
Os xacriabás têm um longo processo de contato com os primeiros bandeirantes que chegaram a Minas Gerais e pela Missão de São João que tinha por objetivo catequizá-los . Quando os primeiros escravos foram trazidos para Minas Gerais, eles logo relacionaram-se com os indígenas locais. Hoje em dia, os xacriabás falam o português. Porém há um movimento de fortalecimento cultural deste povo. Seu cacique, Domingos Nunes de Oliveira, está retomando a pesquisa e o uso da língua Akwẽ Xakriabá, juntamente com os mais velhos da Aldeia, bem como o intercâmbio com os povos irmãos xavante, de Mato Grosso e xerente, do Tocantins.

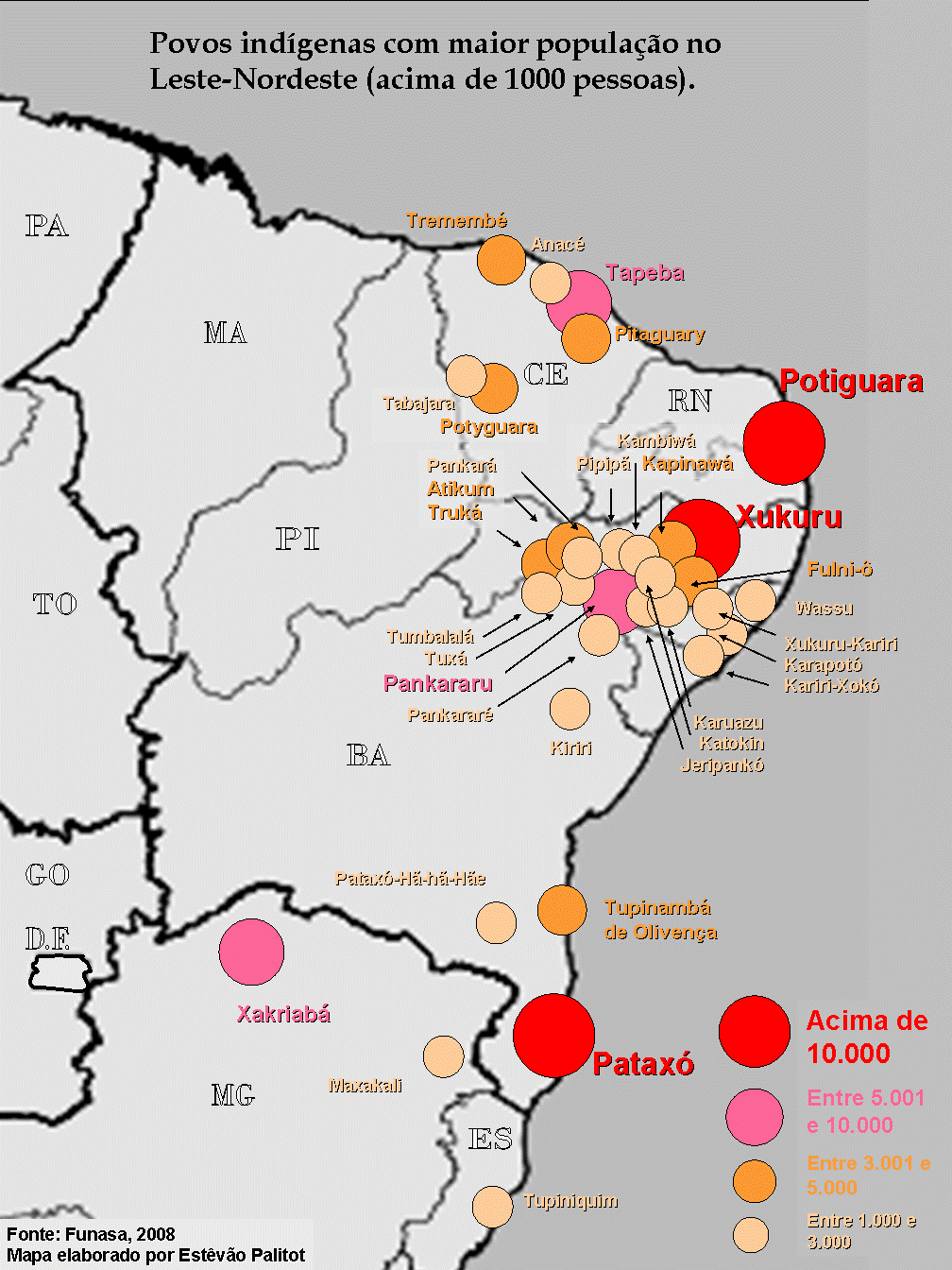
Etnias indígenas mais populosas no Leste-Nordeste do Brasil